# Mike Visceglia
Mike Visceglia (* 8. listopadu 1954 New York) je americký baskytarista. Jeho učitelem byl český kontrabasista Jan Arnet. V sedmdesátých letech působil ve skupině velšského hudebníka Johna Calea, což byla jeho první profesionální práce. Od roku 1985 působí v doprovodné skupině zpvačky Suzanne Vega, se kterou nahrál například alba Solitude Standing (1987), Days of Open Hand (1990) nebo Beauty & Crime (2007). Během své kariéry spolupracoval i s dalšími hudebníky, mezi které patří Bette Midler, Bruce Springsteen, Phil Collins, kanadské duo Kate & Anna McGarrigle nebo česká zpěvačka Saša Langošová. V roce 2015 vydal knihu A View from the Side.